# Héctor González González
Héctor González González (Monterrey, Nuevo León, México, 27 de diciembre de 1882 – ibídem, 2 de agosto de 1948) fue un intelectual mexicano, que destacó como abogado, político, profesor, historiador, periodista y escritor.

## Estudios
Al vivir su infancia en Cadereyta Jiménez, Nuevo León, el futuro abogado  González realiza la primaria ahí mismo, donde demuestra ser un “niño reflexivo, escolar que sobresalía, jovencito todo promesa” causando que “sus propios maestros fuer[a]n los primeros en recomendar a sus padres que lo enviaran a Monterrey,”. El Lic. González ingresa al Colegio Civil en Monterrey para completar sus estudios secundarios y preparatorios. 
En la preparatoria, funda la Sociedad Científica y Literaria José Eleuterio González en diciembre de 1899, junto con Nemesio García Naranjo, Felipe Guerra Castro, Antonio de la Paz Guerra, Galdino P. Quintanilla, Antonio Morales Gómez, Santiago Roel Melo, Joel Rocha, Fortunato Lozano y Oswaldo Sánchez.
En 1901, junto a los profesores Fortunato Lozano y Pablo Livas, el licenciado Jesús de la Garza y el poeta Oswaldo Sánchez, el licenciado González participa en la creación de un quincenal de Literatura llamado El Pobre Valbuena, en la que publica artículos y ensayos respecto a las polémicas literarias del momento. Después, a finales de 1904, organiza la Sociedad Renacimiento, en la que se explora la literatura decadentista a través de la poesía. Otra vez trabaja con el profesor Pablo Livas, redactando la revista Claro-Obscuro en 1905.
Se recibe de Licenciado en Derecho de la Escuela de Jurisprudencia de Nuevo León en 1906, con la tesis “El amparo y las personas morales”.

## Carrera profesional
Siendo pasante de Derecho, el licenciado González ocupa el puesto de escribiente del Juzgado 1º del Ramo Civil, y a la vez, redacta la Revista Contemporánea en 1909. Se hace cargo de El Noticiero y un año después adquiere la revista Zig-Zag que publica con Federico Gómez.
Es director de La Opinión y es secretario del Juzgado de Distrito. Después, es nombrado secretario particular del gobernador de Nuevo León, general y licenciado José María Mier. 
Se funda el 8 de junio de 1912 el Ateneo de Monterrey, del cual el licenciado Héctor González es miembro fundador y presidente en su primera directiva, con Enrique Fernández Ledesma de secretario.

### Ciudad de México
El licenciado Héctor González González se muda temporalmente con su familia a la Ciudad de México. Es profesor de Literatura en la Escuela Normal Superior hasta 1915, cuando viaja a Veracruz donde aborda un barco a Nueva Orleans para de ahí trasladarse a San Antonio, Texas, donde es editor del periódico La Prensa.

### Baja California (1916–1920)
De San Antonio, Texas,  González, junto a su familia, se va a vivir a Mexicali, Baja California a trabajar en el gobierno del coronel Esteban Cantú en 1916. Primero es juez de primera instancia en Tijuana, luego en Mexicali; ahí mismo, abogado consultor y finalmente miembro del Cabildo. 
En Baja California funda el primer periódico bajacalifoniano, La Vanguardia, y publica obras como El negrito poeta (1918), y su traducción y análisis de El Cuervo de Edgar Allan Poe (1920). Se mantiene activo políticamente dirigiendo el Club Político “Benito Juárez” que funda con el Dr. Ignacio Roel y ocupando el puesto de vicepresidente municipal de Mexicali con el coronel Agustín Martínez en 1919. Al año siguiente, es candidato a diputado por el único distrito bajacaliforniano, en las elecciones federales suspendidas en ese estado días antes de su celebración.

### Monterrey, Nuevo León (1920–1923)
El licenciado González regresa a Monterrey, Nuevo León en 1920 para participar en la campaña de Juan M. García. Cuando García gana las elecciones y se convierte en gobernador de Nuevo León a principios de 1921, el licenciado Héctor González es su procurador de Justicia.
En 1922, González es candidato a senador suplente del prominente revolucionario Antonio I. Villarreal y, tras defender infructuosamente su triunfo electoral, se vuelve a mudar a la Ciudad de México donde colabora en el despacho del jurista Luis Cabrera Lobato. De 1920 a 1924, es editorialista de El Porvenir.

### Tampico, Tamaulipas (1923–1926)
El licenciado Héctor González vuelve a mudarse, en 1923, esta vez a Tampico, Tamaulipas, al ser contratado como abogado de la empresa petrolera estadounidense Cortez Oil Company. A los pocos meses de estar viviendo ahí, es nombrado Juez del Ramo Penal en Tampico.
Al triunfo de Emilio Portes Gil, del Partido Socialista Fronterizo para la gubernatura de Tamaulipas, el licenciado González es designado Magistrado y Presidente del Tribunal Superior de Justicia de Tamaulipas.

### Monterrey, Nuevo León (1926–)
Regresa a Monterrey, Nuevo León a finales de 1926, y en el siguiente año es Notario Público del Estado de Nuevo León y regresa a dar clases como profesor de Literatura en el Colegio Civil y de Economía Política en la Escuela de Jurisprudencia. Ese año publica Curso Breve de Literatura (1927). En 1931 es nombrado Director de la Escuela de Jurisprudencia. 

#### Rectoría en la UANL
En 1933, es nombrado Vicepresidente de la Comisión Organizadora de la Universidad de Nuevo León. El 16 diciembre de ese año, la Comisión elige al licenciado Héctor González González como Primer Rector de la UANL y toma protesta cinco días después, el 21 de diciembre.
Entre sus logros como Rector de la Universidad están la remodelación del Colegio Civil y la inauguración de su auditorio o Aula Magna, que se nombra "Fray Servando Teresa de Mier", en la cual el licenciado González lee un estudio sobre dicha figura regiomontana ante invitados locales y nacionales.

## Últimos años
Tras su rectorado de la Universidad de Nuevo León, preside el Congreso Nacional de Historia en el Aula Magna del Colegio Civil en diciembre de 1937.
El 12 de junio de 1943, junto al licenciado Santiago Roel, don Carlos Pérez Maldonado y José P. Saldaña, forma parte de la comisión que diseña el escudo del estado de Nuevo León.
Publica cuatro obras a principios de los cuarenta, la más célebre: Siglo y medio de cultura nuevoleonesa (1946).

## Vida personal
Héctor González González nace en Monterrey, Nuevo León el 27 de diciembre de 1882, hijo de José Esteban González Solís, maestro nuevoleonés destacado, y Viviana González Melo.
Casa con Aida Westrup Barocio en 1906. La pareja tiene seis hijos: Alicia (que fallece de niña), Ruy, Sol (que también fallece de niña), Esteban, Héctor Pablo y Fernán González Westrup.
Fallece de infarto cardiaco el 2 de agosto de 1948 en Monterrey, Nuevo León. Fue sepultado en el Panteón del Carmen.

## Obra
- Biografía de Fray Servando Teresa de Mier (1910)
- Estudios literarios (1911)
- El negrito poeta mexicano (1918)
- El cuervo (The Raven), traducción y estudio del poema de Poe (1920)
- Curso Breve de Literatura (1927)
- Historia General de la Literatura (1931)
- Universidad de Nuevo León, testimonio de fundación (1933)
- Historia del Colegio Civil (1945)
- Historia y Bibliografía del estado de Nuevo León de 1820 a 1946 (1946)
- Siglo y medio de cultura nuevoleonesa (1946)
- Tres libros acerca del Emperador Maximiliano (1947)